# Phil Willis
George Philip Willis, baron Willis de Knaresborough (né le 30 novembre 1941 à Burnley) est un homme politique britannique. Il est membre libéral démocrate de la Chambre des lords et est député de Harrogate et Knaresborough de 1997 à 2010. Jusqu'à cette date, il est président du Comité des sciences et de la technologie de la Chambre des communes.

## Jeunesse
Il fréquente la Burnley Grammar School, la ville de Leeds et le Carnegie College, où il obtient un Cert Ed en 1963. De 1963 à 1965, il enseigne à la Middleton County Secondary Boys 'School et est responsable de l’histoire de l’école secondaire pour garçons du comté de Moor Grange de 1965 à 1967, Master principal à Primrose Hill High School, Mabgate, de 1967 à 1974; et directeur adjoint de la West Leeds Boys 'Grammar School de 1974 à 1978. En 1978, il obtient un BPhil en éducation de l'Université de Birmingham. Déménageant de Leeds à Teesside, il est directeur de l'école Ormesby à Netherfields de 1978 à 1982, puis retourne à Leeds pour devenir directeur de l'école secondaire John Smeaton Community High School à Pendas Fields de 1983 à 1997.

## Carrière parlementaire
Il est élu pour la première fois en 1997, battant Norman Lamont, l'ancien chancelier de l'Échiquier, et en mai 2007 annonce sa décision de ne pas se représenter aux prochaines élections générales bien qu'il ait déclaré qu'il se serait présenté à nouveau si une élection anticipée avait été déclenchée.
De 1999 à 2005, Willis est le secrétaire fantôme des libéraux démocrates à l'éducation et aux compétences, après avoir été porte-parole de l'enseignement supérieur et porte-parole par intérim pour l'Irlande du Nord. À la suite des élections générales de 2005, il est nommé président du Comité des sciences et de la technologie de la Chambre des communes, succédant à Ian Gibson du Parti travailliste.
En 2006, il déclare qu'il forcerait une élection à la direction du parti en se présentant s'il n'y avait qu'un seul candidat. Alors que deux autres candidats se présentent pour défier le favori, Menzies Campbell, Willis ne se présente pas. La victoire de Campbell laisse vacant le poste de chef adjoint. Willis envisage de se présenter aux élections à la direction adjointe, mais renonce finalement.
Lors de la conférence fédérale des libéraux démocrates au printemps 2007 (tenue dans son siège à Harrogate), il propose un changement de la politique officielle des libéraux démocrates sur l'avenir de Trident dans un amendement pour engager le parti à se débarrasser de la dissuasion nucléaire britannique. L'amendement est refusé par la direction du parti et, dans l'un des votes les plus serrés ces dernières années lors d'une conférence fédérale, l'amendement est rejeté par 454 voix contre 414 .
En septembre 2008, M. Willis provoque la démission du professeur Michael Reiss de son poste de directeur de l'éducation à la Royal Society (détaché de l'Institut de l'éducation). Le professeur Reiss, dans un discours prononcé devant la British Association for the Advancement of Science, avait commenté que, d'après son expérience d'enseignant, les enfants ayant des vues créationnistes étaient difficiles à convaincre du contraire, et que le simple fait de les faire taire ne les faisait pas changer d'avis. Il a suggéré une approche alternative: permettre à ces élèves d'exprimer leurs opinions, non pas en tant que science, mais en tant que «vision du monde». Cela donnerait l'occasion de véritables discussions et d'un enseignement scientifique. 
Le 18 juin 2010, Willis est créé pair à vie avec le titre baron Willis de Knaresborough, de Harrogate dans le Yorkshire du Nord et est présenté à la Chambre des lords le 7 juillet 2010 .

## Vie privée
Il épouse Heather Sellars en 1974 à Staincliffe. Ils ont une fille Rachel (née en 1975) et un fils (né en 1980). Sa fille Rachel est une personnalité de la télévision surtout connue pour son rôle de Connie, la soi-disant «dame AOL» dans les publicités AOL, rôle qu'elle tient de 1998 à 2003. Bien que originaire de Burnley, il a vécu dans la région du Yorkshire pendant de nombreuses années.